# Children Act 1908
Children Act 1908 var en brittisk parlamentsakt från 1908 rörande barnens rättigheter. Bland annat kunde barn som dömts för brott inte längre sättas i fängelse utan särskilda ungdomsvårdsskolor.

### Fotnoter
1. ↑  ”1908 Children’s Act was created to protect the poorest children in society from abuse” (på engelska). Intriguing History. 10 12 januari 2012. Arkiverad från originalet den 4 mars 2016. https://web.archive.org/web/20160304052259/http://www.intriguing-history.com/childrens-act/. Läst 14 juni 2015.